# Zsila Judit
Zsila Judit (Szeghalom, 1965. szeptember 15. –) magyar színésznő.

## Életpályája
Szeghalmon született, 1965. szeptember 15-én. 1981 és 1983 között a Békés Megyei Jókai Színház Stúdiójának hallgatója volt. Színészi diplomáját 1986-ban kapta meg a Színház- és Filmművészeti Főiskolán. Kazán István operett-musical osztályában végzett. Pályakezdőként egy évadig a Szegedi Nemzeti Színház tagja volt. 1987-től szabadfoglalkozású művésznő, vendégfellépéseken vett részt külföldön. 1992 és 1994 között szerepelt a Békéscsabai Jókai Színházban és a Nevesincs Színházban is. Jelenleg Svédországban él.

## Fontosabb színházi szerepei
- Euripidész: Oresztész... Hermioné
- Edmond Rostand: Cyrano... Klara nővér; Színésznő - pásztorlányka
- Sólem Aléchem – Joseph Stein – Jerry Bock – Sheldon Harnick:: Hegedűs a háztetőn... Chava
- Maurine Dallas Watkins – John Kander – Fred Ebb – Bob Fosse: Chicago... Velma Kelly
- Alan Jay Lerner – Frederick Loewe: My Fair Lady... Eliza Doolittle
- Ábrahám Pál: Hawaii rózsája... Nicolette, direktrisz
- Sarkadi Imre: Oszlopos Simeon... Mária
- Robert Thoeren – Michael Logan – Peter Stone – Billy Wilder –  I.A.L. Diamond: Van aki forrón szereti... Mary Lou, a zenekar tagja
- Darvas József - Molnár Gál Péter:	Vízkereszttől-Szilveszterig... szereplő
- Tarbay Ede: Petruska... Libuska
- Gianni Rodari – Tarbay Ede: Hagymácska... Mesélő
- Nacio Herb Brown – Arthur Freed: Ének az esőben... Lady; Beszédtanárnő; Újságíró

## Filmek, tv
- Hagymácska (1982)
- Görög mitológia - Istenek és hősök (1988)